# Bình Giã
Bình Giã – miejscowość i gmina w Wietnamie, w dystrykcie Châu Đức, w prowincji Bà Rịa-Vũng Tàu.